# Радужница медноватая
Радужница медноватая (лат. Donacia semicuprea) — вид жуков-листоедов из подсемейства радужниц. Распространён в Европе и Сибири.

## Описание
Имаго длиной 6—9 мм. Верхняя сторона тела металлически-зелёная или бронзовая, с медной или пурпурной продольной полосой посередине надкрылий, располагающаяся на первом-шестом промежутках. Ноги и усики рыжие; ноги обычно с металлически блестящими вершинами бёдер и основанием голеней; усики с тёмными кольцами либо сплошь тёмные. Данный вид характеризуется следующими признаками:
- длина переднеспинки больше, чем её ширина;
- переднеспинки густо точечная, без поперечных морщинок;
- задние бёдра не достигают притуплённо-закруглённых вершин надкрылий, не несущих зубчика.

## Экология
Жуки питаются на верхней или обратной сторонах приподнятых над водой листьев манника (манник большой, манник складчатый). Голодный жук прогрызает небольшую ямку на листе, которую постепенно расширяет в стороны и вперёд.